# Северное железнодорожное полукольцо Киева
Северное железнодорожное полукольцо Киева (укр. Північне залізничне напівкільце Києва) — участок Киевского железнодорожного узла.

## История и описание
Длина 31 км. Первая очередь Северного железнодорожного полукольца была сооружена в начале XX века от станции Пост-Волынский, находящейся в начале ветки Коростеньского направления, до Киевского речного порта и промышленного района севернее Подола (ныне — Подольско-Куренёвский промрайон). Как и Южное железнодорожное полукольцо Киева, проложенное в долине реки Лыбедь, Северное прошло долиной реки Сырец, лежащей вдали от жилой застройки, среди лесопарков и оврагов; в районе Куренёвки ветка выходит в городскую застройку, по Куренёвскому (через Вышгородскую улицу) и Старозабарскому (через Автозаводскую улицу) путепроводам и насыпи пересекает Куренёвку, далее следует через Подольско-Куренёвский промрайон к станции Почайна и ответвлениям в сторону речного порта и промышленных предприятий на севере Подола.
Вторая очередь Северного железнодорожного полукольца была сооружена уже при советской власти к 1929 году, в едином комплексе с Рыбальским железнодорожным мостом. Линия была построена вначале однопутной, а в 1931—1932 годах был проложен второй путь практически на всём участке, за исключением моста через Днепр. От станции Почайна ветка проходит через юг Оболони, пересекает Днепр и Десёнку по Рыбальскому железнодорожному мосту, следует через Русановские сады (в которых с 1930-х по 1960-х планировалось сооружение разъезда и строительство ветки на северо-восток, следы строительства остались в планировке улиц дачного посёлка), по прямой продолжается на юг, где смыкается с Южным полукольцом и завершается пассажирской и сортировочной узловой станцией Дарница.
Все перегоны на полукольце двухпутные, за исключением Рыбальского моста, электрифицированы в 1969 году. В настоящее время северное полукольцо используется исключительно для грузового транзита через основной киевский железнодорожный узел — так, поезда, следующие с Фастовского и Коростеньского направлений по Северному полукольцу обходят перегруженный участок Киев-Волынский — Дарница, попадая сразу на станцию Дарница. По состоянию на 2017 год движение пассажирских поездов дальнего следования полностью отсутствует.

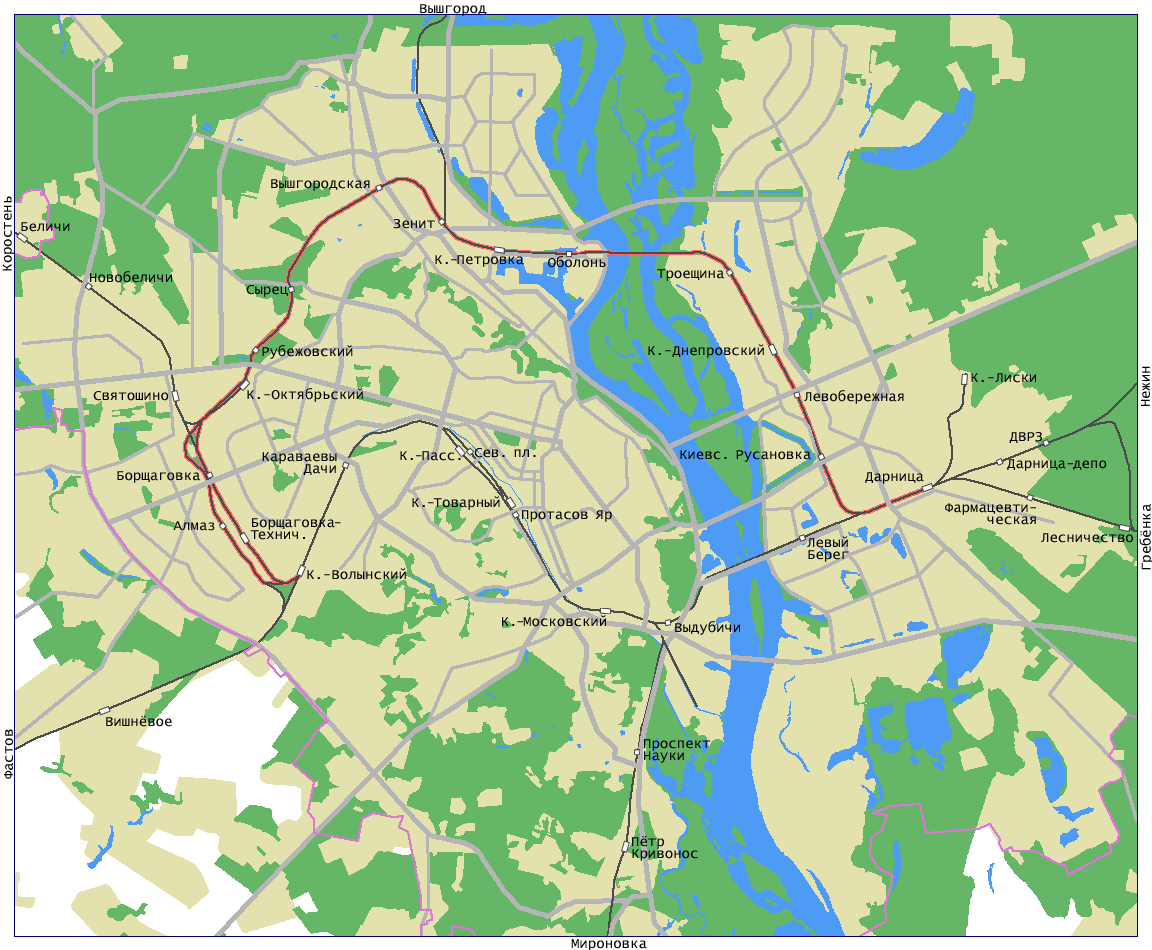

## Список остановочных пунктов
- Киевская Русановка (остановочный пункт)
- Левобережная (остановочный пункт)
- Киев-Днепровский (станция)
- Троещина (быв. Огородная, остановочный пункт)
- Троещина-2 (остановочный пункт)
- Оболонь (остановочный пункт)
- Почайна (станция)
- Зенит (остановочный пункт)
- Вышгородская (остановочный пункт)
- Сырец (остановочный пункт)
- Рубежовский (остановочный пункт)
- Грушки (товарная станция)
- Святошин (станция)
- Борщаговка (станция)
- Алмаз (остановочный пункт)
- Борщаговка-Техническая (товарная станция)

## Пересадочные узлы
- Сырец — пересадка между автобусными и троллейбусными маршрутами, городской электричкой и метрополитеном;
- Почайна — пересадка между автобусными и троллейбусными маршрутами, городской электричкой и метрополитеном.
- Рубежовский — пересадка между троллейбусными и трамвайными маршрутами, городской электричкой и метрополитеном.

## Интересные факты
- До 1932 года полукольцо было однопутным;
- Платформа Сырец до 1972 года располагалась севернее нынешней, около пересечения железной дороги и Сырецкой улицы. Была перенесена к современному месту после прокладки второго пути, разъезд был демонтирован. На старом месте остались технические строения платформы;
- До 1960-х годов в месте пересечения железной дороги и Тираспольского шоссе (ныне — улица Сальского) существовал железнодорожный переезд. После прокладки в 1950-х улиц Академика Щусева и Стеценко был закрыт.